# Lehmiluodot
Lehmiluodot är en grupp öar i Finland. Den ligger i sjön Enonvesi och i kommunen Enonkoski i den ekonomiska regionen  Nyslotts ekonomiska region  och landskapet Södra Savolax, i den sydöstra delen av landet, 290 km nordost om huvudstaden Helsingfors. Den av öarna koordinaterna pekar på är 1,2 hektar och dess största längd är 210 meter i sydöst-nordvästlig riktning.  Några av de andra öarna är några hektar vardera och alltså lite större. Alla har naturskydd.